# Franz Einzinger
Franz Einzinger (* 26. April 1952 in Engelmannsbrunn, Niederösterreich) ist ein österreichischer Jurist. Er war von 2003 bis 2017 Leiter der Sektion I (Präsidium) im Bundesministerium für Inneres.

## Leben
Einzinger absolvierte 1971 die Reifeprüfung am Piaristengymnasium in Krems an der Donau, studierte Rechtswissenschaften an der Universität Wien und promovierte am 25. Jänner 1978 zum Dr. iur. Unmittelbar darauf absolvierte er die Gerichtspraxis in Krems und Kirchberg am Wagram. Am 1. Juli 1978 wurde er als Polizeijurist in den Dienst der Bundespolizeidirektion Wien aufgenommen. Er war in den Bezirkspolizeikommissariaten Meidling, Mariahilf und Favoriten tätig und wurde am 1. März 1982 zum Bundesministerium für Inneres dienstzugeteilt, wo er im Personalwesen (Abteilung I/1) tätig war. Mit 9. Juli 1990 wurde er zum Leiter der Abteilung I/1 (Personalangelegenheiten) und mit 1. Dezember 2000 zum Leiter der Gruppe I/A (Personal, Organisation, Ausbildung) bestellt. 
Von 1. Jänner 2003 bis 31. Jänner 2017  leitete er die gesamte Sektion I. In seinen Bereich fielen die Aufgaben Personal, Organisation, Budget, Aus- und Fortbildung (Sicherheitsakademie), Chefärztlicher Dienst, Sicherheitspolitik, Internationale Angelegenheiten, Protokoll und Öffentlichkeitsarbeit. Der Leiter der Sektion I ist oberste Dienstbehörde für alle ca. 32.000 Mitarbeiter des Innenressorts und koordiniert das gesamte Ressortbudget. 

## Auszeichnungen
- Großes Goldenes Ehrenzeichen für Verdienste um die Republik Österreich (Entschließung vom 10. Mai 2005)
- Großes Silbernes Ehrenzeichen mit dem Stern für Verdienste um die Republik Österreich (Entschließung vom 13. März 2012)
- Verdienstzeichen 1. Klasse in Gold des N.Ö. Landesfeuerwehrverbandes (verliehen im Jänner 2013)
- Goldenes Komturkreuz des Ehrenzeichens für Verdienste um das Bundesland Niederösterreich (verliehen am 4. November 2014)